# SBB Re 450
De Re 450 is een elektrische locomotief die als tractievoertuig met dubbeldeksrijtuigen een treinstel vormt, bestemd voor het regionaal personenvervoer van de S-Bahn Zürich door de Schweizerische Bundesbahnen (SBB).

## Geschiedenis
Het treinstel werd in de jaren 1980 ontworpen en gebouwd om capaciteit van het personenvervoer te verhogen zonder hierbij ook de perrons te moeten verlengen. Hiervoor had de locomotief een cabine nodig. De andere ruimte werd als bagageafdeling ingericht.
De eerste 24 locomotieven werden als Re 4/4 V (10500 – 10523) besteld maar bij aflevering in 1989 als Re 450 (450 000 – 450 023) geleverd. Hierna werd de tweede serie van 26 locomotieven (450 024 – 450 049) afgeleverd. In 1992 werd de derde serie van 45 locomotieven (450 050 – 450 094) afgeleverd. Het frame van deze locomotieven werd niet bij SLM maar bij Schindler Waggon (SGP) in Pratteln gebouwd. Na de aflevering van de locomotieven van het type Re 460 werd vanaf 1996 de vierde serie van 20 locomotieven (450 095 – 450 0114) afgeleverd. Deze locomotieven werden weer bij SLM gebouwd.

### Toekomst
In juni 2008 maakte de SBB bekend bij het consortium Bombardier en Siemens in totaal 121 dubbeldeks rijtuigen met lage instap te bestellen. Deze rijtuigen krijgen op de onderste verdieping een multifunctionele ruimte. Het is de bedoeling deze rijtuigen vanaf 28 augustus 2012 in de treinsamenstelling op te nemen. Het eerste treinstel werd op 28 augustus 2012 op S 14 in gebruik genomen.
Het treinstel is als volgt samengesteld:
- stuurstandrijtuig 2 klas: Bt 50 85 86-33 019
- rijtuig 1/2 klas: AB 50 85 36-33 015
- rijtuig 2 klas: B NDW 50 85 26-73 018
- locomotief: Re 450 014 "Männedorf"

## Constructie en techniek
De locomotieven zijn opgebouwd met een lichtstalen frame. De locomotief is voorzien van GTO thyristors gestuurde driefasige asynchrone motoren. De techniek werd ook gebruikt bij de in 1989 ontwikkelde en gebouwde locomotieven voor de Sihltal-Zürich-Uetliberg-Bahn (SZU) van het type Re 456, locomotieven voor de Südostbahn (SOB) van het type Re 456 en locomotieven voor de Regionalverkehr Mittelland (RM) van het type Re 456.
De trein is normaal als volgt samengesteld:
Re 450 + B + AB + Bt

### Nummers
- Re 450 000-5 – 450 066-6
- Re 450 068-2 – 450 069-0
- Re 450 071-6 – 450 114-4

De Re 450 067-4 en Re 450 070-8 zijn in 2008 verkocht aan de Sihltal-Zürich-Uetliberg-Bahn (SZU) en als Re 456 in gebruik.
Een treinstel bestaat uit de volgende delen, een locomotief van het type Re 450, een tweedeklasrijtuig van het type B, een eerste/tweedeklasrijtuig van het type AB en een tweedeklasrijtuig met stuurstand van het type Bt.
Deze treinen kunnen tot drie stuks gecombineerd rijden. De treinen zijn uitgerust met luchtvering.

## Treindiensten
De locomotieven worden door de Schweizerische Bundesbahnen (SBB) alleen in combinatie met dubbeldeksrijtuigen de trajecten van de S-Bahn Zürich ingezet.